# Pierre Montault-Désilles
Pierre Montault-Désilles (également orthographié "Montaut des Illes", ou "Montault des Illes"), né en 1751 à Loudun et mort le 9 juin 1836 dans la même ville, est le premier préfet du département de Maine-et-Loire.

## Biographie
Il est le fils de Charles-Pierre Montault des Illes, écuyer, conseiller du roi et procureur de Loudun et de Élisabeth de Rambault.
Il est le frère de Charles Montault-Désilles, évêque d'Angers.
Il fait des études de Droit et devient juriste de formation. En 1783, il est nommé conseiller et secrétaire du roi en la chancellerie près du parlement de Rouen.
En mars 1789, il est convoqué à l'assemblée des États généraux du bailliage de Loudun. En 1791, il est élu député du département de la Vienne (du 2 septembre 1791 au 20 septembre 1792). 
Le 12 brumaire de l'an IV, il est nommé président de l'administration municipale de Loudun. Le 22 germinal de l'an IV, il devient député du Conseil des Anciens.
Il est emprisonné sous la Terreur. Il sauve sa tête grâce à ses relations politiques, notamment l'aide de Jacques Claude Beugnot et Charles-François Lebrun. 
Jacques Claude Beugnot, ancien procureur général-syndic de l'Aube et ancien député à la Législative qui fait fonction de secrétaire général au ministère de l'Intérieur, travaille sous les ordres de Lucien Bonaparte frère du futur empereur Napoléon Ier. Beugnot prépare une liste de futurs préfets qui serviront à Bonaparte pour faire ses choix. Mais Bonaparte ne se contente pas des indications fournies par son frère. Il sonde aussi Talleyrand, Ministre des Relations extérieures pour lequel le consul Charles-François Lebrun fournit une liste sensiblement identique à celle de Beugnot. Le consul Cambacérès se contente de porter des jugements sur les noms indiqués sur ces listes. 
Un arrêté du 11 ventôse an VIII (2 mars 1800) porte nomination de 97 préfets. Le lendemain, le 12 ventôse, il est nommé préfet du département de Maine-et-Loire. 
Le nouveau préfet prend sa fonction officielle à Angers le 8 germinal an VIII (29 mars 1800). Il s'installe dans l'abbaye Saint-Aubin d'Angers qui va être réaménagée en préfecture départementale.
Il doit sa nomination à l’appui de Beugnot et de Lebrun avec lesquels il s’est lié au Parlement. 
En avril 1802, son frère Charles Montault Désilles est nommé évêque concordataire d'Angers.
En 1802, le préfet Montault-Désilles rédige un rapport contenant un important travail d'inventaire départemental et d'importantes statistiques qu'il transmet au ministre de l'Intérieur en date du 30 fructidor an X (17 septembre 1802). 
En 1803, il quitte la fonction préfectorale pour être nommé receveur particulier des finances de Loudun. Il siège jusqu'au 1er mars 1806 au Corps législatif.
Il meurt le 9 juin 1836 à Loudun.

## Sources
- « Pierre Montault-Désilles », dans Adolphe Robert et Gaston Cougny, Dictionnaire des parlementaires français, Edgar Bourloton, 1889-1891 [détail de l’édition]